# Cyclosa machadinho
Cyclosa machadinho là một loài nhện trong họ Araneidae.
Loài này thuộc chi Cyclosa. Cyclosa machadinho được Herbert Walter Levi miêu tả năm 1999.